# Хуан Хоя Борха
Хуан Хоя Борха (ісп. Juan Joya Borja, прізвисько Реготун, ісп. el Risitas, Ель Рісітас; 1956—2021) — іспанський комік і актор. Отримав широку популярність 2015 року завдяки серії пародій на основі його інтерв'ю в червні 2002 року на телешоу Хесуса Кінтеро Ratones Coloraos.

## Біографія
Хоя народився в Севільї. За своє життя змінив безліч професій та місць роботи, зокрема приготування їжі та розвантаження мішків з цементом. Його перша поява на телебаченні відбулася 2000 року на шоу Хесуса Кінтеро El Vagamundo, де він разом зі своїм партнером El Peíto розповів про різні ситуації у комедійних тонах. Борха став упізнаваним за специфічний сміх, завдяки якому й отримав своє прізвисько. 2005 року він з'явився у фільмі Torrente 3: El protector.
У серпні 2020 року через проблеми з судинами Хуан Борха переніс ампутацію ноги в лікарні міста Уельви. На початку вересня його госпіталізували до лікарні де ля Каридад в Севільї.
28 квітня 2021 помер в результаті інфаркта міокарда.

## Інтерв'ю-мем наRatones Coloraos
У червні 2007 року Хоя знову з'явився на шоу Хесуса Кінтеро під назвою Ratones Coloraos і розповів курйозну історію, що трапилася з ним, коли він працював посудомийником на пляжі — кухар доручив йому замочити на ніч в океані 20 брудних сковорід для паельї та очистити їх вранці. Хоя виконав доручення, але коли вранці прийшов на берег, виявив, що вночі був сильний приплив і 19 сковорід віднесло в море. Оригінальне відео було завантажене на YouTube 25 червня 2007 року і за 10 років отримало більше мільйона переглядів, а проте не отримавши поширення за межами іспаномовного середовища.
У березні 2014 року кадри з інтерв'ю були використані членами ісламістської організації «Брати-мусульмани» для пародії на президента Єгипту Абдель Фаттаха Ас-Сісі. Потім за цим рушили й інші пародії, зокрема на комп'ютерні технології та відеоігри.
Популярність у всьому світі ролик отримав через 8 років після створення — в січні 2015, коли трапився скандал навколо відеокарти Nvidia GTX 970. В інтернеті з'явився ролик, де Реготун виступає в ролі інженера Nvidia. Ролик швидко розлетівся мережею, його було перекладено й озвучено багатьма мовами, після чого в інтернеті почали з'являтися численні пародії на даний ролик.
У березні 2015 року мем опинився на піку популярності після запуску чергового MacBook: Хоя був представлений як дизайнер прототипу пристрою. Протягом місяця цей кліп зібрав понад п'ять мільйонів переглядів на YouTube. Після цього мем стали порівнювати зі сценою істеричного Гітлера з художнього фільму «Бункер», кількість альтернативних титрів і озвучок до якого не піддається обчисленню.

## Фільмографія

### Фільми
- 2005: Torrente 3: El protector

### Телебачення
- 2000—2002: El Vagamundo, Canal 2 Andalucía
- 2002—2005: Ratones Coloraos, Canal Sur Televisión
- 2005—2012: El loco de la colina, El Gatopardo